# Первухина
Перву́хина (рос. Первухина) — присілок у складі Талицького міського округу Свердловської області.
Населення — 203 особи (2010, 266 у 2002).
Національний склад станом на 2002 рік: росіяни — 91 %.